# Martin Selmayr
Martin Selmayr (Bonn, 5 december 1970) is een Duits jurist, voormalig secretaris-generaal van de Europese Commissie en sinds november 2019 permanent vertegenwoordiger van de EU in Oostenrijk.
Selmayr studeerde rechten aan de universiteiten van Genève en Passau, aan King's College London en aan de Universiteit van Californië, in Davis en Berkeley. In 2001 promoveerde hij aan de Universiteit van Passau met het proefschrift "Das Recht der Wirtschafts- und Währungsunion". Van 1998 tot 2000 werkte Selmayr voor de Europese Centrale Bank in Frankfurt am Main. In 2001 ging hij voor Bertelsmann werken.
In 2004 ging Selmayr voor de Europese Commissie werken en werd commissiewoordvoerder voor Informatiemaatschappij en media, waarvoor Viviane Reding politiek verantwoordelijk was. Van februari 2010 tot juni 2014 was Selmayr kabinetschef van Reding in haar functie als vicevoorzitter van de Europese Commissie en EU-commissaris voor Justitie, grondrechten en burgerschap.
Selmayr is sedert 2014 lid van de Belgische christendemocratische partij CD&V, zo liet de Europese Commissie tijdens een hoorzitting in het Europees Parlement op 4 april 2018 weten.
In april en mei 2014 nam Selmayr verlof van de Europese Commissie en leidde de verkiezingscampagne van Jean-Claude Juncker, kandidaat voor de Europese Volkspartij. Vanaf juli 2014 leidde Selmayr het overgangsteam van Juncker in de aanloop naar de nieuwe commissie-Juncker, waar Selmayr kabinetschef werd, tot 1 maart 2018. 
Kort na zijn aanstelling begonnen diverse media Selmayr te profileren als een zeer invloedrijke speler op het  speelveld van de Europese politiek. Politico typeerde hem als "de meest krachtige EU-stafchef ooit".
In november 2016 verwees zelfs Jean-Claude Juncker bij wijze van grap naar Selmayr met zijn bijnaam "het Monster".
Tomáš Prouza, de Tsjechische Staatssecretaris voor Europese zaken beweerde publiekelijk: “wanneer ik een beslissing nodig heb ... praat ik met Martin". In oktober 2017 werd hij in de Britse media ervan beschuldigd details over de Brexit-onderhandelingen te hebben gelekt, ondanks dat Selmayr die aantijgingen tegensprak.

## Secretaris-generaal van de Europese Commissie
Selmayr werd in februari 2018 benoemd tot plaatsvervangend secretaris-generaal van de Europese Commissie. Minuten na deze benoeming deelde voorzitter Juncker de commissarissen mee dat de toenmalige secretaris-generaal, Alexander Italianer, van plan was af te treden, hetgeen nog niet eerder was gemeld. Vervolgens werd de opvolging van Italianer door Selmayr als secretaris-generaal op 1 maart 2018 goedgekeurd door het College van Commissarissen. 
Sommige bronnen claimden dat de steun voor Selmayr "gekocht" was, terwijl andere claimden dat Selmayr zijn weg naar de post had "geforceerd". De president van de Europese Commissie, Jean-Claude Juncker, zou met aftreden gedreigd hebben als de controverse tot Selmayrs ontslag zou hebben geleid. Op 25 maart 2018 gaf de Commissie een formele verklaring uit dat de promotie van Selmayr voldeed aan de wettelijke vereisten. De Europese Ombudsman stelde vast dat in de gang van zaken bij de bliksemsnelle bevordering van Selmayr als plaatsvervangend secretaris-generaal tot secretaris-generaal, voorbeelden van wanbeleid waren te vinden en concludeerde dat de Commissie "de EU-wetgeving niet had gevolgd". De verklaring van de Ombudsman werd echter door de Commissie afgewezen.
In de nasleep van zijn benoeming tot secretaris-generaal werd gemeld dat Selmayr een bewerking op Wikipedia had uitgevoerd, waarmee hij zijn eigen naam had ontleend aan een account van een gecheckt ec.europa.eu e-mailadres.
De Commissie verklaarde dat hij aldus handelde om specifieke informatie (waaronder zowel zijn professionele stellingnames, als zijn politieke en religieuze voorkeuren) te corrigeren, "in directe interactie met een Wikipedia-redacteur, die alle info analyseert en checkt en ervoor borg staat dat alles keurig is onderbouwd.".
Selmayr trad af als secretaris-generaal op 1 augustus 2019, waarmee hij het ambt kortstondiger bekleedde dan enige voorganger. Er waren speculaties dat de beslissing van de Europese Raad om Ursula von der Leyen te benoemen als opvolger van Juncker als voorzitter van de Commissie, op de achtergrond een rol speelde. Hij werd hierna benoemd tot permanent vertegenwoordiger van de EU in Oostenrijk.

## Voetnoten
1. ↑  Omstreden EU-topambtenaar Martin Selmayr is lid van CD&V. knack.be (5 april 2018). Geraadpleegd op 5 april 2018.
2. ↑  (en)  'Monster' at the Berlaymont, Politico, 17 november 2016. Gearchiveerd op 11 september 2023.
3. ↑  (en)  Juncker: If Martin Selmayr goes, I go, Politico, 22 maart 2018. Gearchiveerd op 4 augustus 2023.
4. ↑  'Een kruising van Kim Jong-il en Frank Underwood': de roemruchte EU-topambtenaar Martin Selmayr, de Volkskrant, 6 december 2019. Gearchiveerd op 19 mei 2022.
5. ↑  (en)  Why Martin Selmayr edited his Wikipedia page, Politico, 4 april 2018. Gearchiveerd op 1 februari 2023.

- Bibsys: 1081094
- CiNii: DA13294731
- Gemeinsame Normdatei: 171595815
- International Standard Name Identifier: 0000 0001 1996 6372
- Library of Congress Control Number: nr2001046448
- Nationale Bibliotheek van Israël: 987007447963805171
- Nationale Bibliotheek van Polen: a0000003689130
- Nederlandse Thesaurus van Auteursnamen: 241620597
- Système universitaire de documentation: 069934428
- Virtual International Authority File: 170994219
- WorldCat: E39PBJrChyctGVp7dD8Q99MF8C